# Warrenville (Illinois)
Pour les articles homonymes, voir Warrenville.
Warrenville est une ville du comté de DuPage, dans l'Illinois, aux États-Unis. Elle est incorporée le 3 octobre 1967,. Lors du recensement de 2010, la ville comptait une population de 13 140 habitants.

## Source de la traduction
- (en) Cet article est partiellement ou en totalité issu de l’article de Wikipédia en anglais intitulé « Warrenville, Illinois » (voir la liste des auteurs).